# Moord op tien Belgische blauwhelmen

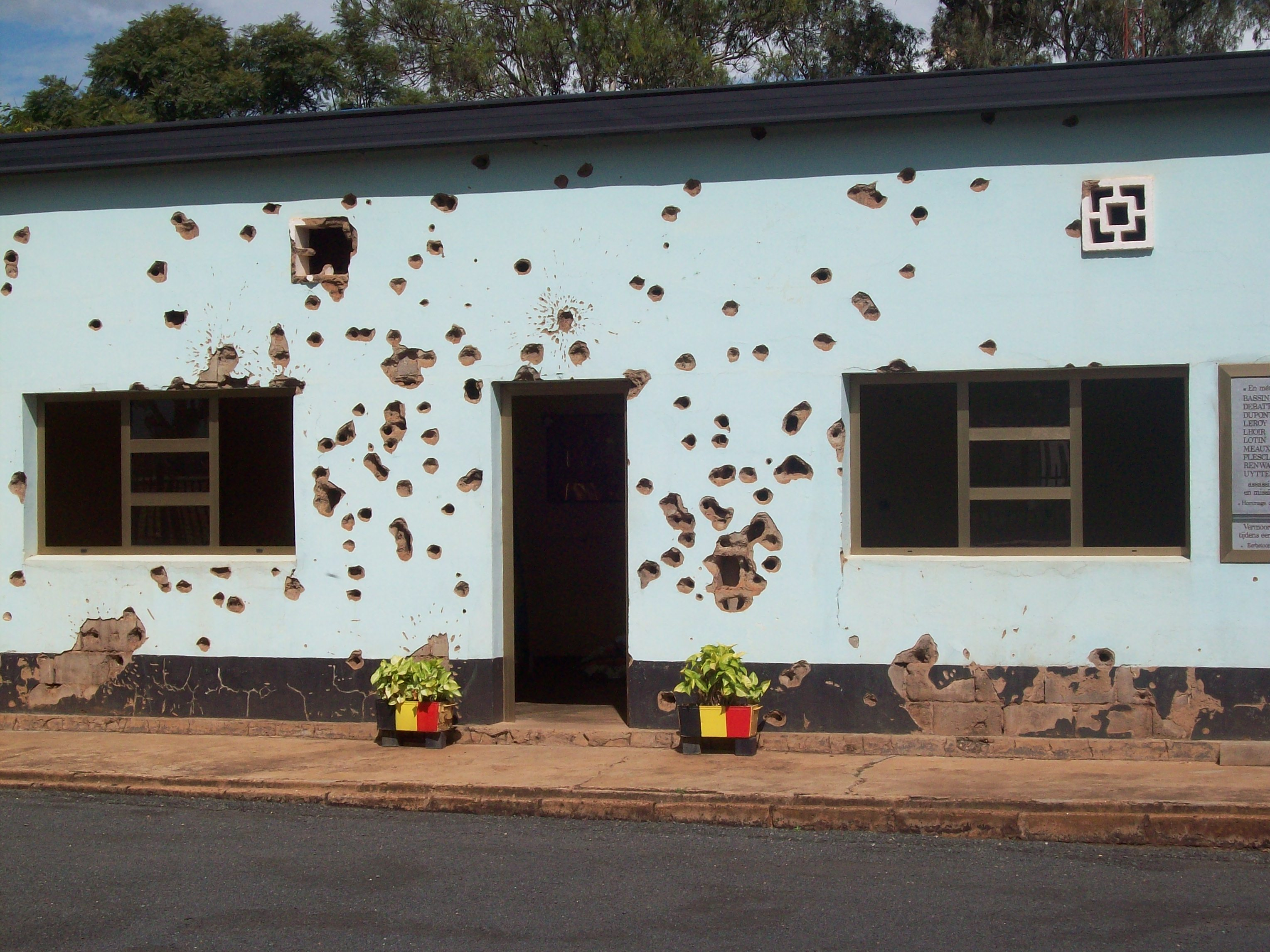
Wachtlokaal van Kamp Kigali

Op 7 april 1994 werden tien Belgische blauwhelmen vermoord in Kamp Kigali in Rwanda. De tien Belgische militairen maakten deel uit van de VN-vredesmacht UNAMIR. Deze vredesoperatie had als doel de Arusha-akkoorden te ondersteunen. De moord vond plaats rondom het begin van de Rwandese genocide.

## Voorafgaand aan de moord
Op 6 april 1994 omstreeks 20:20 werd het vliegtuig van de Rwandese president Juvénal Habyarimana en de Burundese president Cyprien Ntaryamira neergeschoten met SAM-16-luchtdoelraketten kort voor de landing in Kigali.
Om de rust te doen terugkeren sprak de VN-bevelhebber Roméo Dallaire af met de Rwandese premier Agathe Uwilingiyimana dat zij de dag na de aanslag de bevolking ging toespreken op Radio-Rwanda en ze ging bescherming krijgen van een contingent Belgische blauwhelmen.
Omstreeks 6:55 raakte de groep militairen in de residentie van de premier omsingeld door een twintigtal zwaarbewapende Rwandese militairen en leden van de Presidentiële Garde. De Rwandese militairen eisten dat de Belgen hun wapens neerlegden maar ze weigerden dat. 
Ondertussen kon Agathe Uwilingiyimana ontsnappen en zich verstoppen bij een VN-vrijwilliger in de buurt. Zij werd later ontdekt door leden van de Presidentiële Garde en vermoord.
Om de steeds erger wordende situatie te de-escaleren en vier ongewapende militairen te redden lieten de Belgen de wapens zakken. Ze werden samen met vijf Ghanese militairen, die daar ook aanwezig waren, meegenomen in een Volkswagenbusje richting het 'veilige' Kamp Kigali.

## Moord in Kamp Kigali

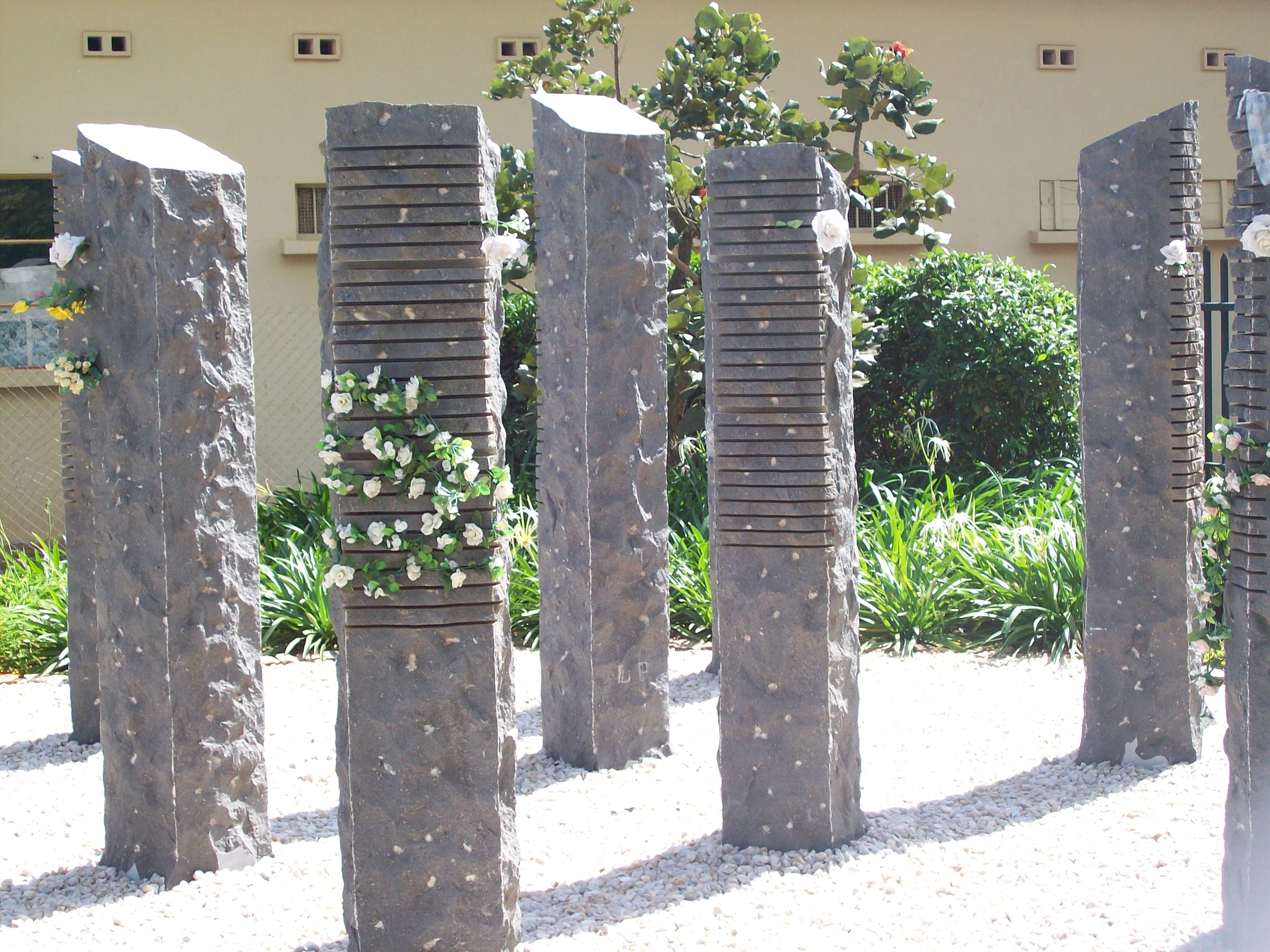
Memoriaal voor de 10 Belgische Blauwhelmen in Kamp Kigali

Eens aangekomen in Kamp Kigali werden de vijftien militairen door de Rwandese majoor Bernard Ntuyahaga verplicht het busje te verlaten en plaats te nemen aan de ingang van het kamp. Hierna verspreidde een andere Rwandese majoor het gerucht onder de aanwezige Rwandese militairen dat de Belgen het vliegtuig van Habyarimana zouden hebben neergeschoten. Als gevolg dreigden de blauwhelmen gelyncht te worden door een uitzinnige menigte Rwandese militairen. De blauwhelmen werden aangevallen met stenen, harken en bajonetten. Vier Belgische paracommando's bezweken aan verwondingen. In een moment van verwarring konden de andere blauwhelmen zich verplaatsen naar het VN-lokaal in het kamp, ze bleven echter beschoten worden.
Toen het schieten tijdelijk stopte droegen de Rwandese militairen de vijf Ghanese blauwhelmen op het lokaal te verlaten, waarna zij rond de middag generaal Dallaire en majoor Peter Maggen konden informeren over de gebeurtenissen in Kamp Kigali. Niet veel later konden de Belgen een kalasjnikov afnemen van een Rwandese militair, waarna zij zich hiermee verdedigden tegen de woedende menigte.
Volgens getuigenissen stopte het Belgische verzet tussen 12:00 en 14:00.
Eerder die dag zagen generaal Dallaire en majoor Maggen een aantal militairen op de grond liggen toen zij in een wagen Kamp Kigali passeerden. De Rwandese chauffeur weigerde te stoppen omdat hun veiligheid niet gegarandeerd kon worden.

## Slachtoffers
De tien Belgische militairen waren lid van een sectie paracommando’s van het peloton mortieren uit Flawinne:
- Luitenant Lotin Thierry;
- Eerste sergeant Leroy Yannick;
- Korporaal Dupont Christophe;
- Korporaal Debatty Alain;
- Korporaal Uyttebroeck Marc;
- Korporaal Renwa Christophe;
- Korporaal Plescia Louis;
- Korporaal Lhoir Stéphane;
- Korporaal Bassine Bruno;
- Korporaal Meaux Bruno

Daarnaast werd  op 7 april 1994 de Rwandese premier Agathe Uwilingiyimana, die eerder kon ontkomen, rond 11:45 omgebracht samen met haar echtgenoot. Kapitein Mbaye Diagne kon hun kinderen naar Hôtel des Mille Collines in veiligheid brengen. Ze leven nu in Zwitserland.

## Gevolgen
- Terugtrekking van een groot deel van de blauwhelmen tussen 9 en 19 april 1994 waarna de Rwandese genocide in alle hevigheid losbarstte.
- Een onderzoekscommissie "De Rwanda-Commissie" in 1997 die heel wat aanbevelingen oplijstte voor toekomstige vredesmissies door Belgische troepen waarbij er onder andere aanbevolen werd géén troepen te sturen naar vredesmissies in ex-kolonies alsook betere bewapening en voorbereiding. Daarnaast werd ook een Belgische genocidewet aanbevolen.
- Sinds 1998 herdenkt het Belgisch leger  op 7 april alle Belgische soldaten die om het leven kwamen tijdens operaties in naam van de vrede sinds 1945.[4]
- Op de terreinen van Kamp Kigali werd in 2000 een memoriaal ingericht om de tien Belgische para's te herdenken door middel van 10 zuilen.[5]